# Andreas Vollenweider

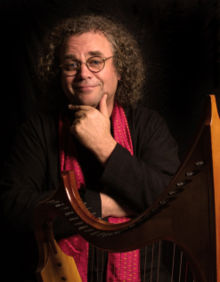
Vollenweider in 2004

Andreas Vollenweider (Zürich, 4 oktober 1953) is een Zwitsers musicus, componist en arrangeur van ontspanningsmuziek en muziekstukken, die voornamelijk met de harp zijn gemaakt. Voor zijn dynamische en kleurrijke muziek gebruikt hij zowel een traditionele als een elektrisch versterkte harp. Zijn solowerk, eerst alleen instrumentaal maar later ook met de stem, bevindt zich tussen jazz en new age.
In de zeventiger jaren werkte hij met René Bardet in het ensemble Poesie und Musik. Hierbij werd gebruik gemaakt van werken van dichters zoals Heinrich Heine en François Villon. 
Vollenweider heeft samengewerkt met Bobby McFerrin, Carly Simon, Zucchero, Milton Nascimento, Bryan Adams en Luciano Pavarotti.
Andreas Vollenweider geeft steun aan mensenrechten- en milieuorganisaties.

## Discografie
- Vollenweider, Bardet, Valentini (teksten en muziek): Heinrich Heine - ein neues Lied 1976
- Vollenweider, Bardet, Valentini (poëzie en muziek): François Villon 1976
- Vollenweider, Bardet, Valentini (poëzie en muziek): Heinrich Heine - Ich kann nicht mehr die Augen schliessen 1977
- Eine Art Suite in XIII Teilen 1979
- Behind the Gardens 1981
- Caverna Magica 1983
- Pace Verde  (Maxi Single) 1983
- White Winds (seeker's journey) 1984
- Down to the Moon 1986
- Dancing with the Lion 1989
- Traumgarten 1990
- The Trilogy 1990
- Book of Roses 1991
- Eolian Minstrel 1993
- Andreas Vollenweider & Friends - live ... 1994
- Kryptos 1997
- Cosmopoly 1999
- The Essential Andreas Vollenweider 2001
- V O X 2004
- Storyteller, compilation, incl. DVD w/ excerpts from historic live performances 2005
- Midnight Clear 2006
- The Magical Jourmies of Andreas Vollenweider, double DVD, almost 4 hours of live concerts, documentaries, video clips, interviews...2007
- Andreas Vollenweider & Friends - 25 years live, 1982-2007, double CD 2007
- Air (2009)
- Quiet Places 2020
- Slow Flow / Dancer 2022